# Juan de Brébeuf
Juan de Brébeuf (Condé-sur-Vire, Normandía, Francia, 25 de marzo de 1593-Misión de St. Ignace II, Tay, Ontario, Canadá, 16 de marzo de 1649) (en francés Jean de Brébeuf) fue un presbítero jesuita que viajó por Nueva Francia en 1625. Realizó su ministerio religioso en Francia entre 1629 y 1633 y, posteriormente, trabajó sobre todo con los hurones. Aprendió su idioma y su cultura y escribió mucho sobre ellos para ayudar a otros misioneros.
En 1649, Brébeuf y otros misioneros fueron capturados cuando los iroqueses arrasaron un pueblo de los hurones, referido en francés como St. Louis. Los misioneros y los hurones capturados fueron torturados ritualmente y se les asesinó el 16 de marzo de 1649. La Iglesia Católica beatificó a Brébeuf en 1925 y fue canonizado, junto con otros ocho jesuitas, en 1930.

## Biografía
Brébeuf nació el 25 de marzo de 1593 en Condé-sur-Vire, Normandía, Francia. (era tío del poeta Georges de Brébeuf). Se unió a la Compañía de Jesús en 1617, cuando tenía 24 años, y pasó dos años bajo la dirección espiritual de Lancelot Marin. Entre 1619 y 1621 fue profesor en el Colegio de Rouen. Brébeuf estuvo cerca de ser expulsado de la Compañía cuando contrajo la tuberculosis en 1620, una enfermedad mortal común que le impedía estudiar y ser profesor.
Sus notas como estudiante no fueron particularmente buenas, pero Brébeuf tenía facilidad para aprender idiomas. Posteriormente, en Nueva Francia, enseñaría los idiomas indígenas a los misioneros y comerciantes franceses. Brébeuf fue ordenado sacerdote en Pontoise en febrero de 1622.
Después de tres años como mayordomo en el Colegio de Rouen, Brébeuf fue escogido por el provincial jesuita de Francia, el sacerdote Pierre Coton, para embarcar de misionero a Nueva Francia.
En junio de 1625, Brébeuf llegó a Quebec con los sacerdotes Carlos Lalemant y Énemond Massé, y con los jesuitas laicos Francois Charton y Gilbert Burel. Trabajó en Sainte-Marie among the Hurons. 
Durante unos cinco meses, vivió con una tribu de los innu, que hablaban algoquino. Posteriormente, se le envió con los hurones, con el sacerdote Anne Nouée. Desde entonces, Brébeuf trabajó sobre todo como misionero de los hurones, que hablaban iroqués. Brébeuf residió durante una breve temporada con la tribu bear en Toanché, pero no logró convertirlos al catolicismo. Fue convocado a Quebec debido al peligro de que toda la colonia fuese descubierta por los ingleses. Llegó a Quebec el 17 de julio de 1628 después de haber estado fuera cuatro años. El 19 de julio de 1629, Samuel de Champlain se rindió y entregó la colonia a Inglaterra. Los misioneros regresaron a Francia.
En Ruan, Francia, Brébeuf sirvió como predicador y confesor. Realizó sus votos finales como jesuita en 1630. Entre 1631 y 1633, Brébeuf trabajó en el Colegio de Eu, en el norte de Francia, como mayordomo, ministro religioso y confesor. Regresó a Nueva Francia en 1633, donde permaneció el resto de su vida.
Junto con Antoine Daniel y Ambroise Davost, Brébeuf escogió Ihonatiria (Saint-Joseph I) como el lugar central de su actividad misionera con los hurones. En aquel entonces, los hurones sufrieron una epidemia de una nueva enfermedad euroasiática contraída de los europeos. Su tasa de mortalidad fue alta, ya que no era inmunes a esa enfermedad ampliamente endémica en Europa. Culparon a los europeos por las muertes, aunque nadie sabía cual era la causa.
Fue llamado Echon por los hurones. Brébeuf se encargó de la enseñanza. Sus largas conversaciones con sus amigos hurones le permitieron tener un buen conocimiento de su cultura y de su espiritualidad. Él aprendió su dioma y lo enseñó a otros misioneros y colonos. Compañeros jesuitas como Ragueneau describieron su facilidad y adaptabilidad al estilo de vida hurón.
El progreso de Brébeuf como misionero logrando conversiones fue lento. No fue hasta 1635 cuando algunos hurones aceptaron ser bautizados como cristianos. Él dijo que había realizado 14 conversiones en 1635 y, el año siguiente, dijo que había logrado 86. En 1636 escribió un informe detallado de la Fiesta Hurón de la Muerte, un reentierro masivo de restos de seres queridos después del traslado de la comunidad de un pueblo. Estaba acompañado de un elaborado ritual y de la entrega de regalos. En la década de 1940, una excavación arqueológica en el lugar descrito por Brebéuf confirmó muchas de sus observaciones.
En 1639, Brébeuf fue sucedido como superior de la Misión de Saint-Joseph I por Jerónimo Lalemant; fue llamado a ser el superior en su nueva fundación, la Misión Saint-Joseph II. En 1640, tras una misión sin éxito en el pueblo neutral, Brébeuf se rompió la clavícula. Fue enviado a Quebec para recuperarse, y trabajó como procurador de la misión. Enseñó el hurón, actuando como confesor y asesor de ursulinas y religiosos hospitalarios. Los domingos y festivos, predicaba a los colonos franceses.
El rigor educativo de los seminarios jesuitas preparaba a los misioneros para adquirir las lenguas nativas. Pero, como ellos habían aprendido las lenguas clásicas y romances, ellos tenían mucha dificultad con las diferentes normas lingüísticas de los idiomas indígenas del Nuevo Mundo. El estudio de Brébeuf de las lenguas también fue moldeado por su formación religiosa. La teología católica actual trató de conciliar el conocimiento de los idiomas del mundo con el relato bíblico de la Torre de Babel, ya que la Biblia era la base de la historia europea. Esta influencia se puede ver en sus escritos sobre los idiomas, recopilados en las Relaciones jesuitas.
La gran facilidad de Juan de Brébeuf para los idiomas fue una de las razones por las que fue escogido como misionero de los hurones en 1626. Se caracterizó por su compromiso de aprender el idioma hurón. Las personas con una fuerte actitud positiva hacia el idioma suelen aprender el idioma con mucha más facilidad. Era ampliamente reconocido que Brébeuf dominaba mejor el estilo de la oratoria nativa, con el uso de metáforas, circunloquios y repetición. También se prodigó a la hora de enseñar el idioma y escribió para advertir al resto de los misioneros de las dificultades.
Con el aumento de sus habilidades en la lengua hurón, Brébeuf se mostró optimista sobre el avance de los objetivos de los misioneros. Mediante el conocimiento de las creencias religiosas de los hurones y la comunicación de los fundamentos cristianos, estaba seguro de que podría convertirlos al cristianismo. Él mostraba a la gente que no acabaría con todas sus creencias tradicionales.
Brébeuf trabajó incansablemente para registrar sus hallazgos en beneficio de otros misioneros. Se basó en el trabajo de los franciscanos recoletos y avanzó significativamente en sus estudios, sobre todo en las representaciones fonéticas. Descubrió y escribió sobre las características de las palabras compuestas en hurón, lo que pudo haber sido su mayor contribución lingüística. Este avance tuvo enormes consecuencias en posteriores estudios, convirtiéndose en la base de todo el trabajo lingüístico jesuita posterior.
Él tradujo el catecismo de Diego de Ledesma del francés al hurón, y organizó su impresión. Fue el primer texto impreso en esa lengua con ortografía francesa. También realizó un diccionario del idioma hurón, centrándose en la traducción de frases religiosas de oraciones y de la Biblia.
Hacia 1642, Brébeuf compuso el villancico hurón, que es la canción navideña más antigua de Canadá. Escribió la letra en hurón. La música está basada en la canción tradicional francesa Une Jeune Pucelle (Una bella criada).
En 1647 convirtió a miles de hurones.

## Martirio

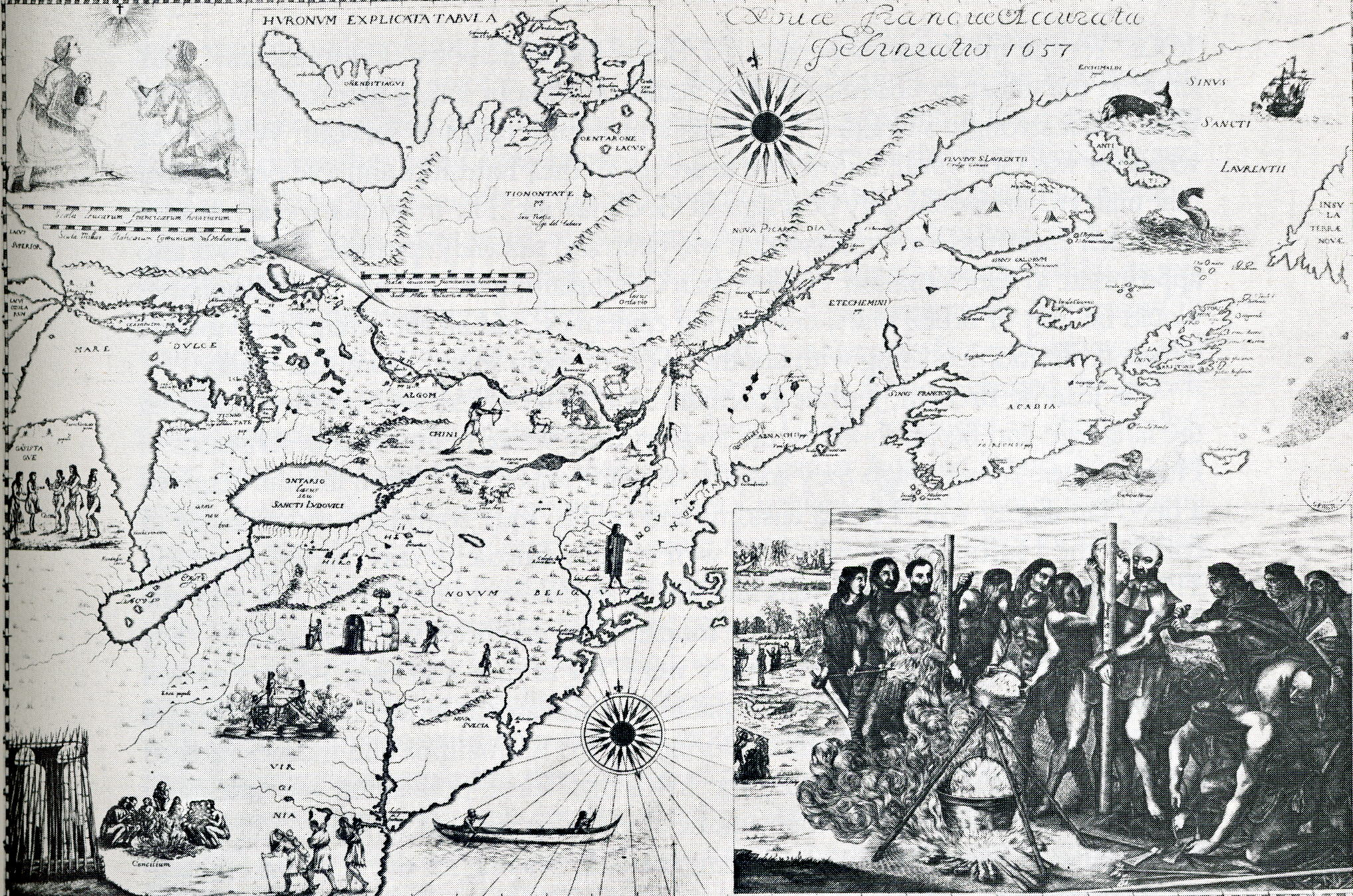
Mapa de Bressani de 1657 que muestra el martirio de Juan de Brébeuf y Gabriel Lalemant.

Brébeuf fue capturado junto con Gabriel Lalemant cuando los iroqueses destruyeron la Misión de Saint-Louis, en territorio hurón. Los iroqueses llevaron a los sacerdotes a Taenhatenteron, en territorio hurón, donde los jesuitas habían fundado St. Ignace II. Sometieron a los misioneros y a los nativos conversos a torturas rituales antes de asesinarlos. Brébeuf fue asesinado en St. Ignace el 16 de marzo de 1649.
Los mohawk mataron a tres sacerdotes en Ossernenon entre 1642 y 1646. Antonio Daniel fue asesinado de forma similar en un ataque iroqués en 1648. Carlos Garnier fue asesinado por los iroqueses en 1649 en un pueblo tionontati y Natalio Chabanel fue martirizado también en los años de guerras entre los mohawk y otras tribus. Los jesuitas consideraron que el martirio de los sacerdotes era una prueba de que las misiones entre los nativos americanos estaban bendecidas por Dios y que deberían tener éxito.
A pesar de la tortura, se informó de que Brébeuf estaba más preocupado por el destino de los otros jesuitas y de los indios conversos que por él mismo. Como parte del ritual, los iroqueses bebieron su sangre, ya que querían absorber el coraje de Brébeuf para soportar el dolor. Los iroqueses se burlaron del bautismo echando agua hirviendo sobre su cabeza.
Los jesuitas Christophe Regnault y Paul Ragueneau proporcionaron relatos de las muertes de Juan de Brébeuf y Gabriel Lalement. Según Regnault, se enteraron de las torturas y muertes por testigos hurones refugiados que habían escapado de Saint-Ignace. Regnault fue a ver los cuerpos para verificar los relatos y el escrito de su superior Rageuneau se basó en su informe. Los principales relatos de la muerte de Brébeuf vienen de las Relaciones jesuitas. Los relatos jesuitas de su tortura enfatizan su naturaleza estoica y aceptación, alegando que sufrió en silencio sin quejarse.
La posibilidad del martirio es una parte central de la identidad de los misioneros jesuitas. Los misioneros que iban a Canadá sabían los riesgos que encerraba el hacerlo debido a las duras condiciones, así como que iban a encontrarse con culturas ajenas. Esperaban morir en nombre de Dios. Ellos creían que la vida misionera, con los riesgos que esta conllevaba, era una oportunidad de salvar a conversos y ser salvos.

## Reliquias, beatificación y canonización
Los cuerpos de Brébeuf y Lalement fueron recuperados y enterrados juntos en el Cementerio de Sainte-Marie among the Hurons. Sin embargo, las reliquias de Brébeuf se convirtieron en objetos importantes entre los católicos de Nueva Francia. El historiador Allan Greer apunta que "su muerte parece encajar con el perfil del fin de un perfecto mártir" y que tuvo algunos puntos en común con la Pasión de Cristo, lo que le dio más importancia a Brébeuf.
El 21 de marzo de 1649, inspectores jesuitas encontraron los cuerpos de Brébeuf y Lalement. A finales de la primavera de 1649 Christophe Regnault preparó los huesos de Brébeuf y Lalemant para ser transportados a Quebec para su seguridad. Regnault hirvió los restos de carne y realizó un nuevo entierro con estos restos en la iglesia de la Misión de Sainte-Marie among the Hurons. Apartó los huesos, los secó en un horno y preparó varias reliquias envueltas en telas separadas, las depositó en dos pequeños cofres y las envió a Quebec.
La familia de Brébeuf donó posteriormente un relicario de plata con su cráneo a las órdenes católicas de Quebec. Estuvo a cargo de las mujeres del Hôtel-Dieu de Quebec y del convento de las ursulinas desde 1650 hasta 1925. En 1925 las reliquias fueron llevadas al Seminario de Quebec con una ceremonia para conmemorar la beatificación de Brébeuf. Según la creencia católica, las reliquias proveen acceso a la influencia del santo del cual son.
En 1652 Paul Raguenau recurrió a las Relaciones de los jesuitas y recabó información relacionada con los mártires de Nueva Francia. Elaboró un documento que fue usado como fundamento del proceso de canonización, titulado Memorias en lo que respecta a la muerte y las virtudes (de los padres jesuitas) o el Manuscrito de 1652. Las comunidades religiosas de Nueva Francia consideraron a los mártires jesuitas como semejantes a anteriores santos de la Iglesia Católica. En este sentido, Brébeuf, y otros como él, reforzaron la noción de que "Canadá era una tierra de santos".
María Catalina de San Agustín dijo que Brébeuf se le había aparecido en una visión en el Hôtel-Dieu de Quebec cuando estaba en estado de "éxtasis místico" y que él actuó como su consejero espiritual.
Según un relato, Catalina de San Agustín molió parte de un hueso que era una reliquia de Brébeuf se lo dio de beber a un hombre herético y mortalmente enfermo. Se dice que el hombre se curó de su enfermedad. Entre 1660-1661, una mujer poseída fue exorcisada con la ayuda de una costilla de Brébeuf, también bajo el cuidado de Catalina de San Agustín. Las circunstancias exactas de estos eventos están en disputa. Las reliquias de Brébeuf también fueron usadas por monjas que trataban a soldados hugonotes "informando que su ayuda [el poner restos de esos huesos en la bebida de los soldados] ayudaba a rescatar a esos pacientes de la herejía".
La tumba se encuentra en la Iglesia de San José, en la reconstruida misión jesuita de Sainte-Marie among the Hurons, en la autopista Ontario 12, que parte del Santuario de los Mártires, de la Iglesia Católica, cerca de Mindland, Ontario. Durante las excavaciones en Sainte-Marie de 1954 se encontró una placa cerca de la tumba con la inscripción: P. Jean de Brébeuf /brusle par les Iroquois /le 17 de mars l'an/1649 (P. Jean de Brébeuf/quemado por los iroqueses/el 17 de marzo del año 1647).
Jean de Brébeuf fue canonizado por el papa Pío XI el 29 de junio de 1930 y proclamado uno de los santos patrones de Canadá por el papa Pío XII el 16 de octubre de 1940. Un periódico contemporáneo de la canonización realizó la siguiente descripción hagiográfica: "Brébeuf, 'el Ajax de la misión', se destaca entre ellos [otros canonizados con él] por su fuerte estructura, un hombre de noble cuna, de vigorosas pasiones domesticadas por la religión".
El 15 de septiembre de 1984, el papa Juan Pablo II visitó el Santuario de los Mártires y rezó sobre el cráneo de Brébeuf antes de participar en un servicio ecuménico abierto al público en los terrenos cercanos. A este servicio ecuménico asistieron 75 000 personas y se realizó un rito de indios precolombinos y una liturgia católica.
Muchos colegios jesuitas se llaman como él, como el Colegio Jean-de-Brébeuf de Montreal y el Colegio Brébeuf de Toronto en Canadá y el Colegio Preparatorio Jesuita Brebeuf en Indianápolis, Indiana, Estados Unidos.
El Colegio de Educación Secundaria St. John Brebeuf de Abbotsford, Columbia Británica, y el Instituto Católico St. Jean de Brebeuf de Hamilton, Ontario, en Canadá, también se llaman así en su honor.

## Festividad
- Su fiesta es el 19 de octubre.

## Compañeros Mártires
- Juan de Brébeuf
- Isaac Jogues
- Natalio Chabanel
- Gabriel Lalemant
- Antonio Daniel
- Renato Goupil
- Carlos Garnier
- Juan de Lalande